# Composé de deux tétraèdres

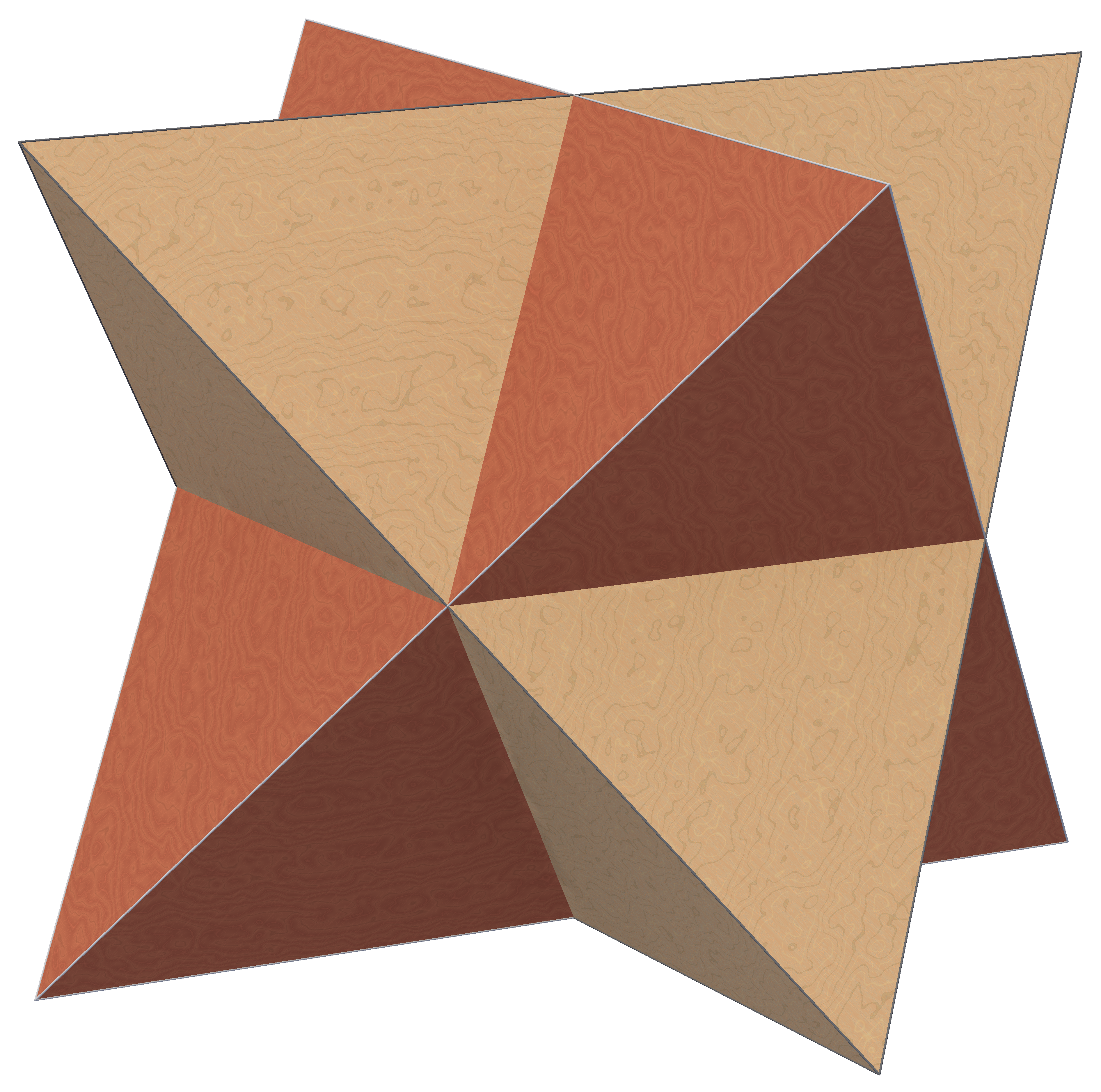
Paire formée de deux tétraèdres duaux

En géométrie, un composé de deux tétraèdres est la figure formée par le chevauchement de deux tétraèdres, en général implicitement supposés réguliers.

## Octangle étoilé
Il existe un seul composé polyédrique uniforme : l'octangle étoilé, ayant la symétrie octaédrique (d'ordre 48) et les mêmes 8 sommets que le cube.

## Composés ayant moins de symétries
Voici des composés moins symétriques. 
- le facettage d'un pavé droit crée un composé de deux tétragones ou disphenoïdes rhombiques, avec pour intersection une bipyramide. C'est le premier d'une série de composés de deux antiprismes.
- Le facettage d'un trapézoèdre trigonal crée un composé de deux pyramides triangulaires avec pour intersection un antiprisme triangulaire. C'est le premier d'une série de composés de deux pyramides images par une symétrie centrale l'une de l'autre.

| D4h, [4,2], de l'ordre de 16                                           | D4, [4], de l'ordre de 8               | D3d, [2+,6], de l'ordre de 12                                                    |
| ---------------------------------------------------------------------- | -------------------------------------- | -------------------------------------------------------------------------------- |
| · Composé de deux disphenoïdes carrés dans un prisme carré · ß{2,4} ou | Composé de deux disphenoïdes digonaux. | Composé de deux pyramides triangulaires droites dans un trapézoèdre triangulaire |

## Autres composés
Deux tétraèdre équilatéraux centrés.
Avec deux tétraèdres réguliers de même axe, on obtient un autre composé, ayant pour symétrie D,3h, [3,2] , ordre 12.
D'autres orientations peuvent être choisies en prenant 2 tétraèdres dans le composé de cinq tétraèdres ou dans le composé de dix tétraèdres. Le deuxième peut être vu comme une pyramide de base hexagrammique :